# Иван Юскеселиев
Иван Христов Юскеселиев (1887 – 1947), още известен като Бай Иван, е български фотограф и фотожурналист.

## Галерия
- Цар Борис III открива сесия на Народното събрание, 1926 г.
- Посрещане на български войски в Македония, около април 1941 г.
- Цар Борис и царица Йоанна след църковна служба в катедралата Св. Александър Невски, април 1941 г.
- Множество изпраща траурния влак с тялото на Цар Борис III, септември 1943 г.
- Атанас Армянов, народен обвинител пред Първи състав на Народния съд, зимата на 1944-45 г.
- Генерал-майор Руси Русев, министър на войната, пред т.нар. Народен съд, 3 януари 1945 г.
- Народното събрание в София през зимата на 1945 г.
- Момичета носят портрети на българския цар Борис III и германския канцлер Адолф Хитлер сред ликуващата тълпа в Скопие, 20 април 1941 г.